# Thittacheri
Thittacheri è una suddivisione dell'India, classificata come town panchayat, di 8.484 abitanti, situata nel distretto di Nagapattinam, nello stato federato del Tamil Nadu. In base al numero di abitanti la città rientra nella classe V (da 5.000 a 9.999 persone).

## Geografia fisica
La città è situata a 10° 52' 14 N e 79° 47' 48 E.

## Società

### Evoluzione demografica
Al censimento del 2001 la popolazione di Thittacheri assommava a 8.484 persone, delle quali 4.118 maschi e 4.366 femmine. I bambini di età inferiore o uguale ai sei anni assommavano a 974, dei quali 498 maschi e 476 femmine. Infine, coloro che erano in grado di saper almeno leggere e scrivere erano 6.494, dei quali 3.396 maschi e 3.098 femmine.